# Frontina laeta
Frontina laeta är en tvåvingeart som först beskrevs av Johann Wilhelm Meigen 1824.  Frontina laeta ingår i släktet Frontina och familjen parasitflugor. Arten är reproducerande i Sverige. Inga underarter finns listade i Catalogue of Life.